# Anaplagiomus garnieri
Anaplagiomus garnieri är en skalbaggsart som beskrevs av Teocchi 1994. Anaplagiomus garnieri ingår i släktet Anaplagiomus och familjen långhorningar. Inga underarter finns listade i Catalogue of Life.